# Paul Beau
Jean-Baptiste-Paul Beau, född den 26 januari 1858 i Bordeaux, död den 14 februari 1926 i Paris, var en fransk diplomat.
Beau inträdde 1883 i utrikesministeriet och blev 1898 utrikesministern Delcassés kabinettssekreterare och förtrogne medarbetare. Denne sände honom 1901 till den viktiga sändebudsposten i Kina och anförtrodde honom redan 1902 generalguvernörskapet i Franska Indokina, ett av Frankrikes mest ansvarsfulla koloniala ämbeten. Beau lämnade 1908 generalguvernörskapet och var därefter envoyé i Bryssel och 1911-1918 ambassadör i Bern.